# Фландрійська затока
Фландрі́йська затока (англ. Flandres Bay) — затока в західній частині Землі Грейама (Антарктида) між мисами Ренар та Віллемс. Відкрита учасниками антарктичної дослідницької експедиції з Бельгії під керівництвом барона Адрієна де Жерлаша в 1898. Названа на честь Фландрії, історичного регіону Бельгії.
У 2010 та 2013 в акваторії Фландрійської затоки проводилися спостереження за фауною.

## Географічне положення
Розташована в Антарктиді в західній частині Землі Грейама між мисами Ренар (на півдні) та Віллемс (на півночі), Південним океаном та протокою Жерлаша (на заході) та узбережжям Данко (на сході). Належить до володінь Великої Британії.

## Флора
Флора Фландрійської затоки представлена головним чином різноманітними видами мохів, а також лишайниками, грибами (в тому числі ліхенізованими), злаковими та водоростями. Найбільшою різноманітністю відрізняються мохи, особливо роди мохів Andreaea, Brachythecium, Bryum, Pohlia, Polytrichum та Schistidium; є також по декілька видів мохів Barbilophozia, Ceratodon, Drepanocladus, Grimmia, Hypnum, Sanionia, Syntrichia та Warnstorfia; інші роди представлені здебільшого одним-двома видами. Водорості представлені родом Prasiola, лишайники — родами Lepraria, Acarospora, Alectoria та ін., гриби — родами Huea, Amandinea, Buellia та ін., злакові — родом Deschampsia.

## Фауна
Представники фауни: фітопланктон, кліщі, цестоди, воші, нематоди, жуки, комахи, жаброногі, членистоногі, тихоходи, антарктичний кріль, ногохвостки, птахи, павукоподібні, гідроїдні, равлики та ряд інших тварин, здебільшого дрібних. Серед крупних представників фауни в акваторії Фландрійської затоки водяться тюлені та дельфіни.

## Координати
Координати затоки: 65°03′00″ пд. ш. 63°22′00″ зх. д. / 65.05000° пд. ш. 63.36667° зх. д.